# NGC 182
NGC 182 est une vaste galaxie spirale intermédiaire entourée d'un anneau et située dans la constellation des Poissons. NGC 182 a été découverte par l'astronome germano-britannique William Herschel en 1790.

## Caractéristiques
Sa vitesse par rapport au fond diffus cosmologique est de 4 916 ± 25 km/s, ce qui correspond à une distance de Hubble de 72,5 ± 5,1 Mpc (∼236 millions d'al).
À ce jour, trois mesures non basées sur le décalage vers le rouge (redshift) donnent une distance de 92,933 ± 1,358 Mpc (∼303 millions d'al), ce qui est nettement à l'extérieur des valeurs de la distance de Hubble. Notons que c'est avec la valeur moyenne des mesures indépendantes, lorsqu'elles existent, que la base de données NASA/IPAC calcule le diamètre d'une galaxie et qu'en conséquence le diamètre de NGC 182 pourrait être d'environ 48,5 kpc (∼158 000 al) si on utilisait la distance de Hubble pour le calculer.
La classe de luminosité de NGC 182 est I et elle présente une large raie HI.

## Groupe de NGC 182
NGC 182 est le principal membre d'un groupe d'au moins quatre galaxies qui porte son nom. Le groupe de NGC 182 comprend les galaxies NGC 194, NGC 198 et NGC 200.